# شارع الأعشى (مسلسل)
شارع الأعشى مسلسل دراما سعودي مستوحى من رواية «غراميات شارع الأعشى» للكاتبة الروائية بدرية البشر، ومن إخراج أحمد كاتيكسيز. عُرض المسلسل على شاشة قناة MBC 1 في شهر رمضان عام 2025م. كاتبة السيناريو نوكهت بيكاكتشي كتابة الحوارات اوزلم يوسيل وعملت الكاتبة منال العويبيل على تطوير نصوص الحلقات والحوارات.
حقق مسلسل "شارع الأعشى" نجاحًا، وتصدَّر نسب المشاهدة في دول الخليج خلال شهر رمضان المبارك، كما نال 8 جوائز في مهرجان «الدانة للدراما 2025» في البحرين.

## قصة المسلسل
تجري أحداث المسلسل في فترة السبعينات والثمانينات، ويستعرض التحولات الاجتماعية والثقافية التي شهدها شارع الأعشى في الرياض، الحي الذي يحمل في ذاكرته قصصًا وذكريات راسخة لمن عاشوا تلك المرحلة. كما تدور أحداث «شارع الأعشى» حول عيش ثلاث فتيات: عزيزة، وضحى، وعطوة، في حارة شعبية، وسط مجتمع محافظ، ومواجهتهن لتحديات الحياة.

## الإنتاج
في أكتوبر 2024م وقعت مجموعة إم بي سي عقد خدمات إنتاج بين شركة إم بي سي استوديوز بروجيكتس السعودية المحدودة، وهي شركة تابعة مملوكة بالكامل للشركة وشركة آي يابم الشرق الأوسط للإنتاج الإعلامي المرئي والمسموع، وذلك لإنتاج مسلسل «شارع الأعشى» بقيمة 52.5 مليون  (14 مليون دولار).

## الممثلون
| الفنان            | الشخصية           |
| ----------------- | ----------------- |
| إلهام علي         | وضحى / أم متعب    |
| خالد صقر          | أبو ابراهيم / حمد |
| تركي اليوسف       | أبو فهد / ناصر    |
| ريم الحبيب        | ام جزاع           |
| براء عالم         | سعد               |
| لمى عبد الوهاب    | عزيزة             |
| آلاء سالم         | عواطف             |
| أميرة الشريف      | الجازي            |
| مها الغزال        | مزنة              |
| فارس البحري       | رياض              |
| بدر محسن          | عيسى              |
| عهود السامر       | ام جدعان          |
| سارة الجابر       | حسينة             |
| عائشة كاي         | ام ابراهيم        |
| محمد شامان        | راشد              |
| أغادير السعيد     | ام سعد            |
| عبد الرحيم الشربج |                   |
| باسل الصلي        | متعب              |
| عبد الرحمن نافع   | ضاري              |
| بندر الخضير       | أبو سعد           |
| عزيز بحيص         | [ 3 ]             |
| طرفة الشريف       | عطوة              |
| أنس شربك          | أبو العزّ          |
| سلطان آل متعب     | إبراهيم           |
| العنود عبد الحكيم |                   |
| غادة الملا        | أم راشد           |
| عبدالعزيز المبدل  | أبو راشد          |
| يوسف عمر          | الدكتور أحمد      |
| نايف البحر        | منصور             |
|                   |                   |
|                   |                   |
|                   |                   |

## الجوائز
حصل على ثمان جوائز في النسخة الثانية من مهرجان الدانة للدراما 2025 في البحرين:
- أفضل نص درامي: بدرية البشر وأوزليم بوسيل.
- أفضل ممثلة – وجه صاعد: آلاء سالم.
- أفضل ممثلة: إلهام علي.
- أفضل ممثل: خالد صقر.
- أفضل مسلسل اجتماعي.
- أفضل مخرج.
- جوائز تصويت الجمهور: أفضل مسلسل.، أفضل ممثلة: لمى عبد الوهاب.[11]